# فرنسيس ويلسون (أستاذ جامعي)
فرنسيس ويلسون (بالإنجليزية: Francis Wilson)‏ هو اقتصادي جنوب أفريقي، ولد في 1939 في ليفينغستون في زامبيا.